# Hemichromis
Hemichromis (griechisch hemi „halb“; Chromis alte wissenschaftliche Bezeichnung für Buntbarsche) ist eine Gattung afrikanischer Buntbarsche (Cichlidae).

## Verbreitung
Sie haben ihr Verbreitungsgebiet in Westafrika, vom Senegal im Nordwesten bis nach Angola im Süden, sowie im Okavangodelta, im Kongobecken, im Einzugsbereich des Nils und des Tschadsees und im oberen Sambesi. Hemichromis-Arten kommen in Gewässern vor, die sich in Wäldern und in Savannen befinden.

## Merkmale
Hemichromis-Arten erreichen eine Standardlänge von 9,5 bis 19 Zentimeter, sind von mäßig gestreckter, seitlich abgeflachter Gestalt, gelbbrauner Grundfärbung mit vier oder fünf dunklen Flecken auf den Körperseiten, einem dunklen Fleck auf dem Kiemendeckel und, im Unterschied zu den Gattungen Anomalochromis und Rubricatochromis, einem relativ großem, stark vorstreckbarem Maul. Der Rumpf ist oval, der Kopf relativ groß. Die Zähne sind in beiden Kieferhälften einspitzig und üblicherweise in einer Reihe angeordnet. Bei größeren Exemplaren kann sich eine zweite, innere Zahnreihe bilden; die Zähne sind dann unregelmäßig angeordnet. Hemichromis-Arten haben Rundschuppen, 16 sind rund um den Schwanzstiel angeordnet. Die Anzahl der Wirbel beträgt 26 bis 28, davon sind 14 bis 15 Rumpfwirbel und 12 bis 15 Schwanzwirbel. Zu den Knöchelchen unterhalb der Orbita gehört auch die Lacrimale, die vier Poren des sensorischen Systems aufweist, und fünf zusätzliche Röhrenknochen. Die obere Seitenlinie ist deutlich von der Basis der Rückenflosse getrennt. Männchen und Weibchen unterscheiden sich weder hinsichtlich ihrer Gestalt noch ihrer Färbung wesentlich voneinander.
- Flossenformel: Dorsale XIII-XV/9–13, Anale III/7–10.

Hemichromis-Arten sind Offenbrüter, die ihren Laich auf flachen Steinen, größeren Blättern oder Wurzeln ablegen. Sie bilden eine Elternfamilie. Die Jungfische schlüpfen nach 42 bis 50 Stunden und schwimmen 5 bis 6 Tage nach der Eiablage frei. Sie werden bis zu einer Größe von etwa 3 cm von den Eltern betreut.

## Arten
Zur Gattung Hemichromis gehören seit November 2022 nur noch vier Arten:

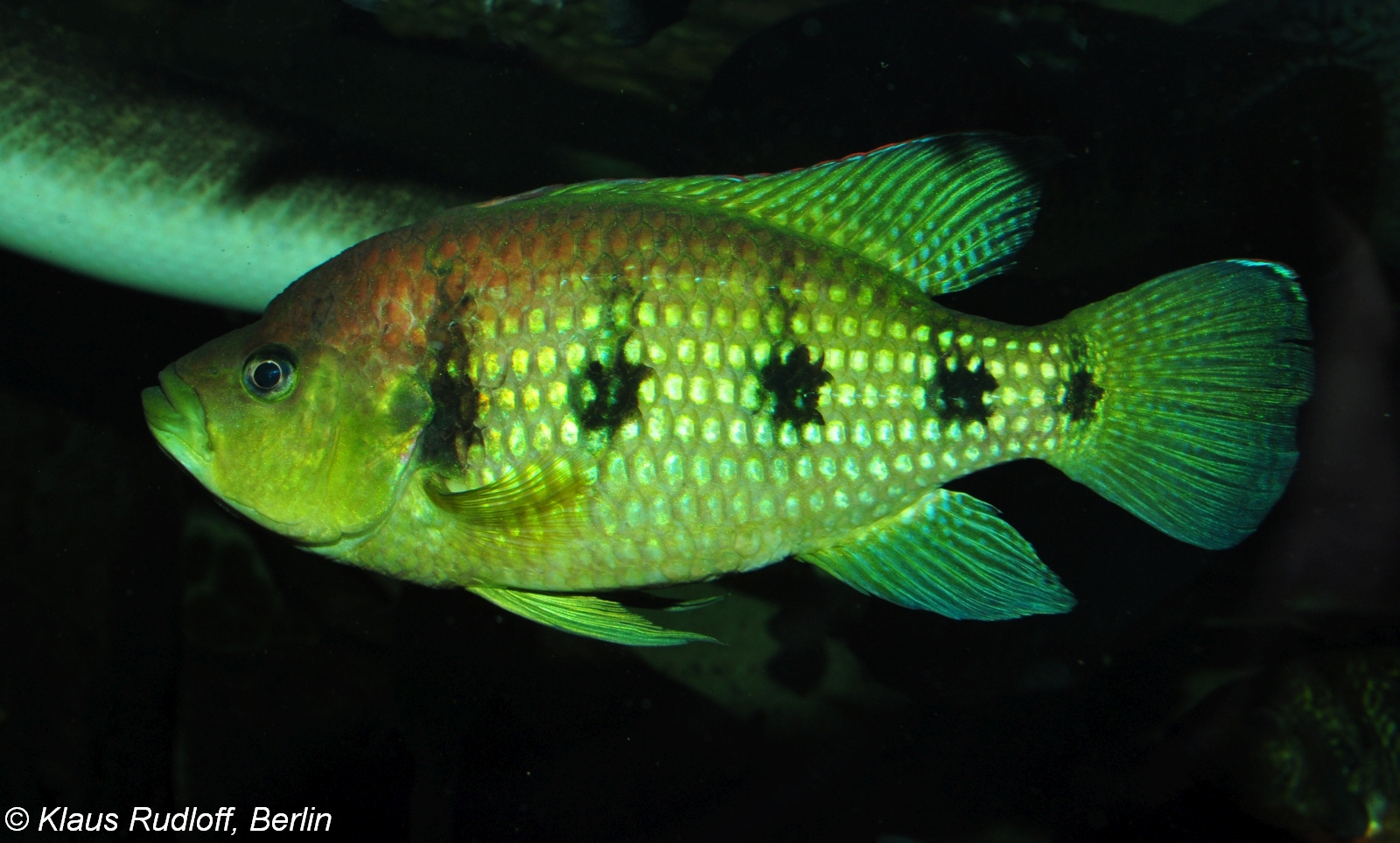
Hemichromis elongatus

- Hemichromis angolensis Steindachner, 1865[1]
- Hemichromis camerounensis Bitja-Nyom, Agnèse, Pariselle, Bilong-Bilong, Gilles & Snoeks, 2021[3]
- Hemichromis elongatus (Guichenot in Duméril, 1861)
- Fünfflecken-Buntbarsch (Hemichromis fasciatus Peters, 1857) – (Synonym: Hemichromis frempongi Loiselle, 1979[3])

Nicht mehr zu Hemichromis gehören die sogenannten „Roten Cichliden“. Der Unterschied zu Hemichromis ist so groß, dass für die „Roten Cichliden“ im November 2022 eine eigenständige Gattung (Rubricatochromis) eingeführt wurde.
Die „Roten Cichliden“ sind:
- Roter Buntbarsch (Rubricatochromis bimaculatus (Gill, 1862))
- Rubricatochromis cerasogaster (Boulenger, 1899)
- Rubricatochromis cristatus (Loiselle, 1979)
- Rubricatochromis exsul (Trewavas, 1933)
- Rubricatochromis guttatus (Günther, 1862)
- Letourneux Roter Buntbarsch (Rubricatochromis letourneuxi (Sauvage, 1880))
- Lifalilis Buntbarsch (Rubricatochromis lifalili (Loiselle, 1979))
- Rubricatochromis paynei (Loiselle, 1979)
- Rubricatochromis stellifer (Loiselle, 1979)